# 佩德罗·巴勃罗·拉米雷斯
佩德罗·巴勃罗·拉米雷斯（西班牙語：Pedro Pablo Ramírez，1884年—1962年），阿根廷总统(1943-1944)、將軍。曾任拉蒙·卡斯蒂略總統的國防部長。

## 簡介
1943年軍事政變後，阿图罗·罗森將軍因他的第二次世界大戰立場（軍政府要求阿根廷保持中立）和他的聯合同盟國主張得不到軍方的支持，就任總統3天后就辭職了，由拉米雷斯將軍接任。1944年將總統職位移交給法雷爾將軍。胡安·庇隆逐漸掌握軍政府的實權。
儘管他和胡安·庇隆主導1943年的軍事政變，但庇隆主義者從未認同他是獨裁者。
| 前任： 阿图罗·劳森 | 阿根廷总统 1943年—1944年 | 繼任： 埃德尔米罗·朱利安·法雷尔 |